# Sphenomorphus tridigitus
Espèce
Synonymes
- Siaphos tridigitus Bourret, 1939

Sphenomorphus tridigitus est une espèce de sauriens de la famille des Scincidae.

## Répartition
Cette espèce se rencontre dans le Centre du Viêt Nam et dans le sud du Laos.

## Publication originale
- Bourret, 1939 : Notes herpétologiques sur l'Indochine française. XVIII. Reptiles et batraciens reçus au Laboratoire des Sciences naturelles de l'Université au cours de l'année 1939. Descriptions de quatre espèces et d'une variété nouvelles. Bulletin Général de l'Instruction Publique, Hanoi, vol. 19, p. 5-39.